# Guillermo Graetzer
Guillermo Graetzer, geboren als Wilhelm Grätzer (* 5. September 1914 in Wien; † 22. Januar 1993 in Buenos Aires) war ein österreichisch-argentinischer Komponist, Musikpädagoge und Musikwissenschaftler.
Graetzer studierte in Berlin bei Ernst-Lothar von Knorr und Paul Hindemith und in Wien bei Paul Amadeus Pisk. 1939 emigrierte er nach Argentinien und nahm die argentinische Staatsbürgerschaft an.
Er leitete den Chor Asociación Amigos de la Música de Buenos Aires und gründete 1946 das Collegium Musicum de Buenos Aires, das sich der musikalischen Breitenbildung nach dem Vorbild der Volkshochschulen widmete, zugleich aber auch Seminare und Klassen für Komponisten und Tänzer anbot. Graetzer war bis 1976 künstlerischer Direktor des Collegiums. Daneben galt seine besondere Aufmerksamkeit der Musikerziehung der Kinder und er schuf eine südamerikanische Version des Orff-Schulwerkes. Außerdem war er dreißig Jahre lang Professor für Komposition, Instrumentation und Chorleitung an der Universidad de La Plata und Gründungsmitglied und Vizepräsident der Sociedad Argentina de Educación Musical.
Gemeinsam mit Musikern wie Julián Bautista, José María Castro, Juan José Castro, Washington Castro, Roberto García Morillo, Luis Gianneo, Alberto Ginastera und Pía Sebastiani gründete er 1947 die Liga de Compositores de la Argentina. Er wurde u. a. mit dem Preis der Stadt Buenos Aires, dem polnischen Henryk-Wieniawski-Preis, dem italienischen Guido-d’Arezzo-Preis und dem Premio a la Trayectoria Artística des Fondo Nacional de las Artes ausgezeichnet. Die Sociedad Argentina de Educación Musical verlieh ihm den Titel Educador más importante.

## Werke
- Primer cuaderno de Lieder (Texte von Hermann Hesse, Rainer Maria Rilke, Klabund, Hans Bethge), 1935–37
- Vöglein Schwermut für fünfstimmigen gemischten Chor (Text Christian Morgenstern), 1936
- Variaciones fáciles für Klavier, 1936
- Sonata en si bemol für Klavier, 1936.
- Sonatina für Flöte und Klavier, 1937
- Dos piezas für Klavier, 1937–38
- Tres toccatas für Klavier, 1937–38
- Salmo 44 für Solisten, Chor und Streichorchester, 1938
- Concierto para orquesta, 1939
- Segundo cuaderno de Lieder (Texte von Hans Bethge, Peter Wille, Friedrich Nietzsche, Rainer Maria Rilke), 1939–40.
- Danzas antiguas de la corte española für Orchester, 1940
- Siete princesas muy desdichadas, Ballett, 1940
- 25 canciones hebreas, 1940
- Variaciones y final sobre un tema de Salamone Rossi, 1941
- Cuarteto de cuerdas en un movimiento, 1941
- Adagio für Violine und Klavier, 1941
- Rapsodia para violín y orquesta, 1941–43
- Danza de la muerte y de la niña für Kammerorchester, 1942
- Danzas populares yugoeslavas für Kammerorchester, 1942
- Jerusalem eterna, Kantate für Solisten, gemischten Chor, Kinderchor und Gitarre, 1942
- Dos baladas für Klavier, 1943
- 5 bagatelas für Klavier, 1943
- Dos coros sobre textos bíblicos für vierstimmigen gemischten Chor, 1943
- Dios mio, (Psalmo XLII/6) für dreistimmigen Frauenchor (nach Hans Denk), 1943
- Divertimento für Flöte, Oboe, Klarinette, Fagott und Horn, 1943–45
- Bar Cojbah, Kantate für Solisten und Kammerorchester, 1944
- Grave für Violine solo, 1945
- Sonatina für Klavier, 1945
- Amarás a tu prójimo für vierstimmigen gemischten Chor, 1945
- Fantasía, variaciones y final für Orgel, 1945–46
- Anah Adonai für vierstimmigen gemischten Chor, 1946
- La Parábola für Orchester, 1946–47
- Sinfonietta Nº 1 für Streichorchester, 1947
- Rondó para niños für Klavier, 1947
- Trio für Violine, Viola und Cello, 1948–51
- Para Susana für Klavier, 1950
- Ein Traum ist unser Leben für vierstimmigen gemischten Chor (Text von Friedrich Hebbel), 1950
- Sinfonietta Nº 2 "Sinfonía breve" für Streichorchester, 1951
- Concierto para fagot y orquesta, 1952–53
- Concierto de cámara Nº1, 1953
- Sonata para orquesta de cuerdas, 1953
- Tres cantos de la eternidad für Quartett oder gemischten Chor und Klavier (Texte von Friedrich Nietzsche, Friedrich Hebbel), 1953
- Los burgueses de Calais, "a los mártires de todos los tiempos" für Männerchor und Orchester, 1954–55
- Concierto para Violoncello y orquesta, 1955–57
- Variaciones y final für zwei Klaviere, 1955
- Duo für Flöte und Klarinette, 1956
- De la Sabiduría für vierstimmigen gemischten Chor, 1957
- Preámbulo para el Popol Vuh de los mayas für achtstimmigen gemischten Chor, 1962–63
- Tres coros sobre rimas tradicionales, 1964
- "Cosa y cosa ¿que será?", Ciclo de coros infantiles basados en adivinanzas, 1964
- El todo interno für vier Chöre (Text von Juan Ramón Jiménez), 1964
- De sol a sol für Chor und Gitarre, (Texte von Rafael Alberti, Federico García Lorca, Juan Ramón Jimenez), 1967
- Huesped de las tinieblas für siebenstimmigen gemischten Chor (Text von Rafael Alberti), 1970–71
- Elogio al canto, Kantate für gemischten Chor, Kinderchor, Solisten und Orchester, 1971
- Dos coros für gemischten Chor (Text von Juana de Ibarbourou), 1971
- Los rehenes für gemischten Chor (nach Max Frisch), 1972
- Penélope für Flötenquintett, 1974
- Quodlibet de canciones infantiles argentinas für Kinderchor, 1974
- 16 canciones para coro de niños con o sin instrumentos, 1975
- Cuatro invenciones para órgano, 1975–80
- Sestina für Violine und Klavier, 1976
- Santa es la tierra del Mayab, Kantate für Solisten, gemischten Chor und Orchester (Text von Antonio Mediz Bolio), 1977
- Triludium für Streichorchester, 1978
- Tankas für mittlere Stimme, Klarinette, Violine, Cello und Klavier (nach Gedichten von Jorge Luis Borges), 1978
- Liberación für Orchester, 1978–79
- Tres coros sobre poesías africanas für gemischten Chor, 1979
- Creatio für gemischten Chor (nach Ovid), 1980
- Piedras preciosas für Orgel, 1980
- Concertino para XIV cuerdas, 1981
- Epitafio para J. J. Castro für Klarinette und Klavier, 1982
- Quinteto für Flöte, Klarinette, Violine, Cello und Klavier, 1983
- Piedras preciosas für Orchester, 1986
- Cuarteto para cuerdas Nº 2, 1986–87
- Música para la juventud, 17 estudios orquestales de expresión, estilo y técnica para orquestas juveniles für Kammerorchester, 1987
- Concierto de cámara Nº 2, 1988
- La creación según el "Pop wuj maya", Oratorium-Ballett für Solisten, Sprecher, gemischten Chor, Orchester und Tänzer, 1989
- ... Y el avión de la Panamerican vuela sobre la pirámide. . . für Sprecher und Kammerorchester (nach Gedichten von Ernesto Cardenal), 1992

## Schriften
- La ejecucion de los ornamentos en las obras de Bach (Buenos Aires, 1958–59)
- Introducion al metodo Orff (Buenos Aires, 1963)
- La musica contemporanea: Guia pratica a la composicion e improvisacion instrumental (Buenos Aires, 1980)